# 34011 Divyakranthi
34011 Divyakranthi è un asteroide della fascia principale. Scoperto nel 2000, presenta un'orbita caratterizzata da un semiasse maggiore pari a 2,4000267 au e da un'eccentricità di 0,1743047, inclinata di 1,71229° rispetto all'eclittica.